# Alvaro Pirez
Alvaro Pirez ou Alvaro di Piero est un peintre portugais né à Évora et actif en Toscane entre 1411 et 1434.

## Biographie
Alvaro Pirez naît à Évora au Portugal où se déroule sa formation d'artiste peintre qu'il poursuit peut-être aussi en Espagne. Son nom est mentionné sous la forme d'Alvaro di Piero en Toscane où il est actif à partir de 1410 ou 1411. Il participe, avec des artistes florentins comme Niccolò di Pietro Gerini, à la décoration du palais Datini (it) de Prato. On le trouve à Pise vers 1420, à Volterra en 1423 puis, en 1424, à Lucques, où il a pu recevoir l'influence de Gherardo Starnina. Son œuvre est représentative du gothique international.

## Œuvres
- Vierge d'humilité, vers 1425-1430, tempera et or sur bois, 104 × 68 cm, collection Alana (acquisition en 2010), Newark (Delaware) (États-Unis)[1].

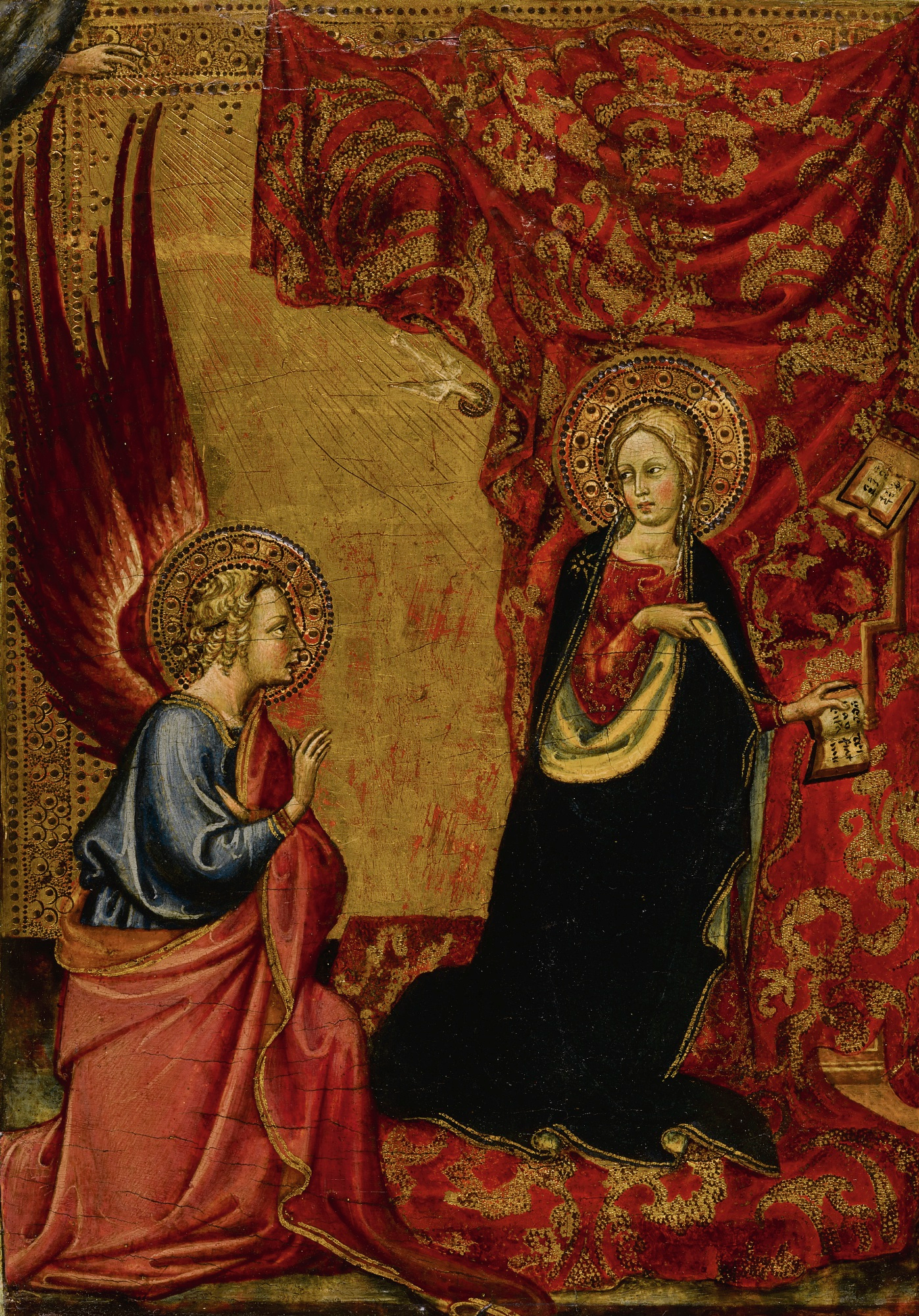
L'Annonciation, Museu Nacional de Arte Antiga de Lisbonne
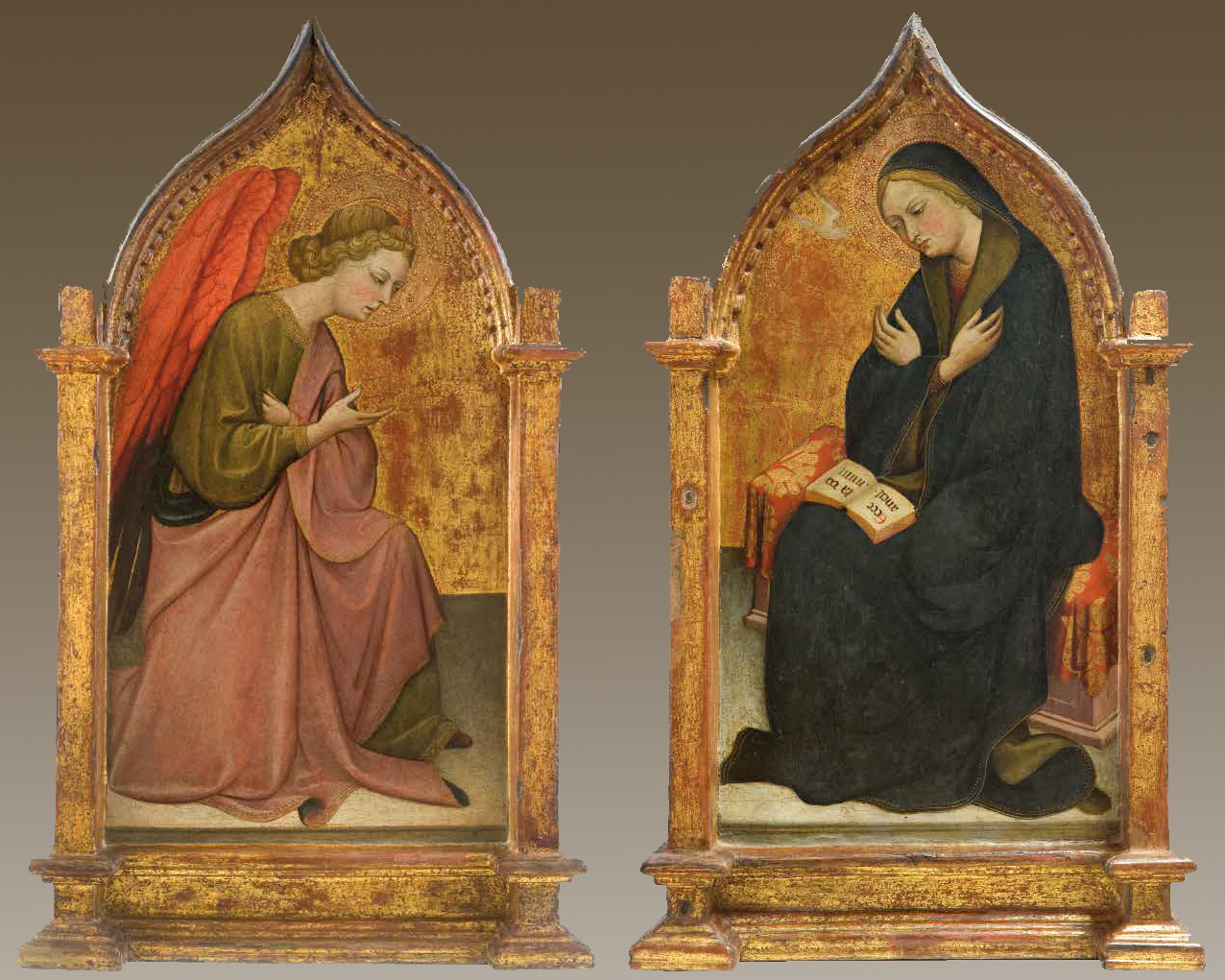
Diptyque de l'Annonciation, galerie nationale de l'Ombrie à Pérouse
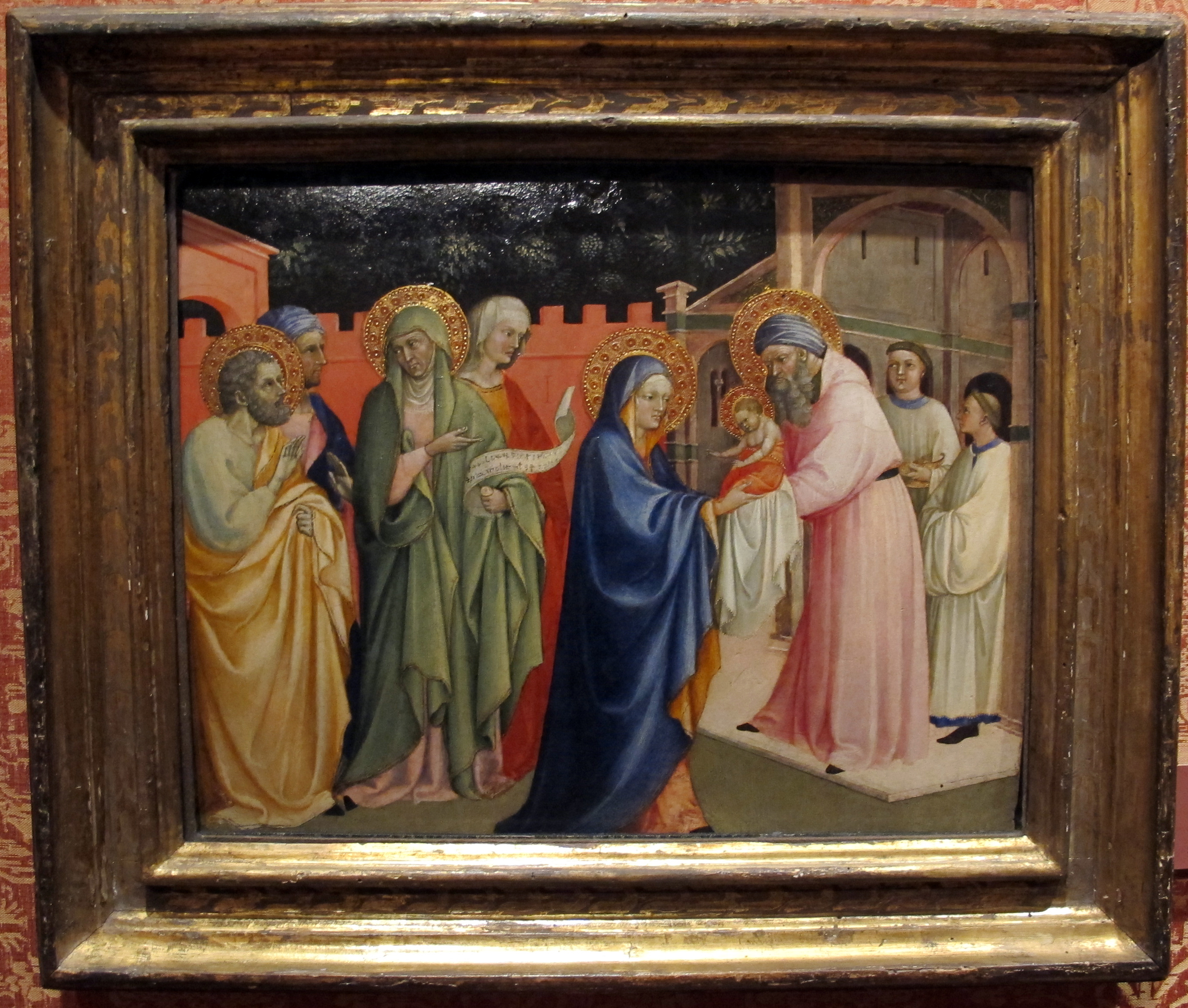
Présentation au temple, Metropolitan Museum of Art de New York
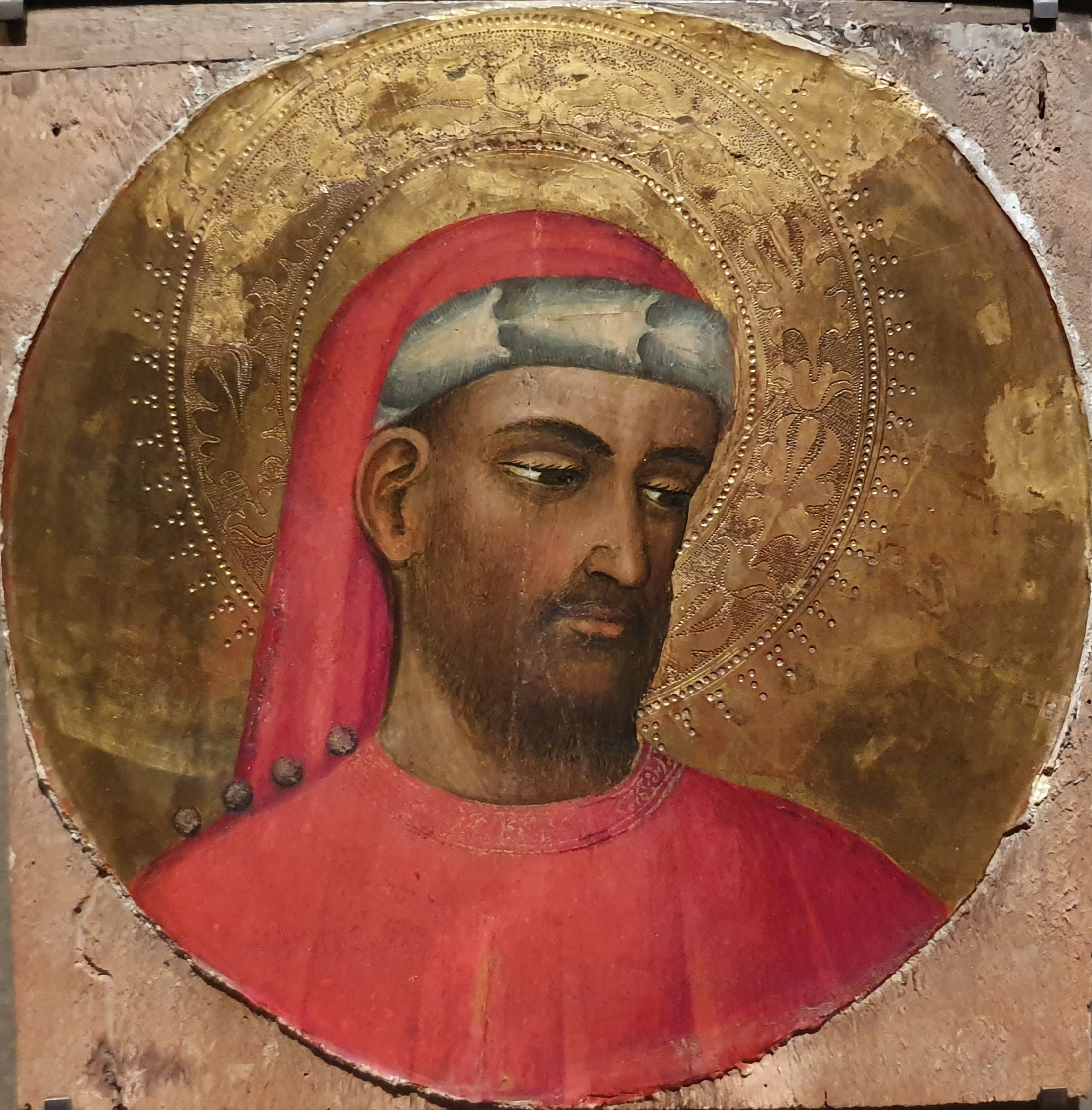
Saint Côme, musée Lindenau (de) d'Altenbourg
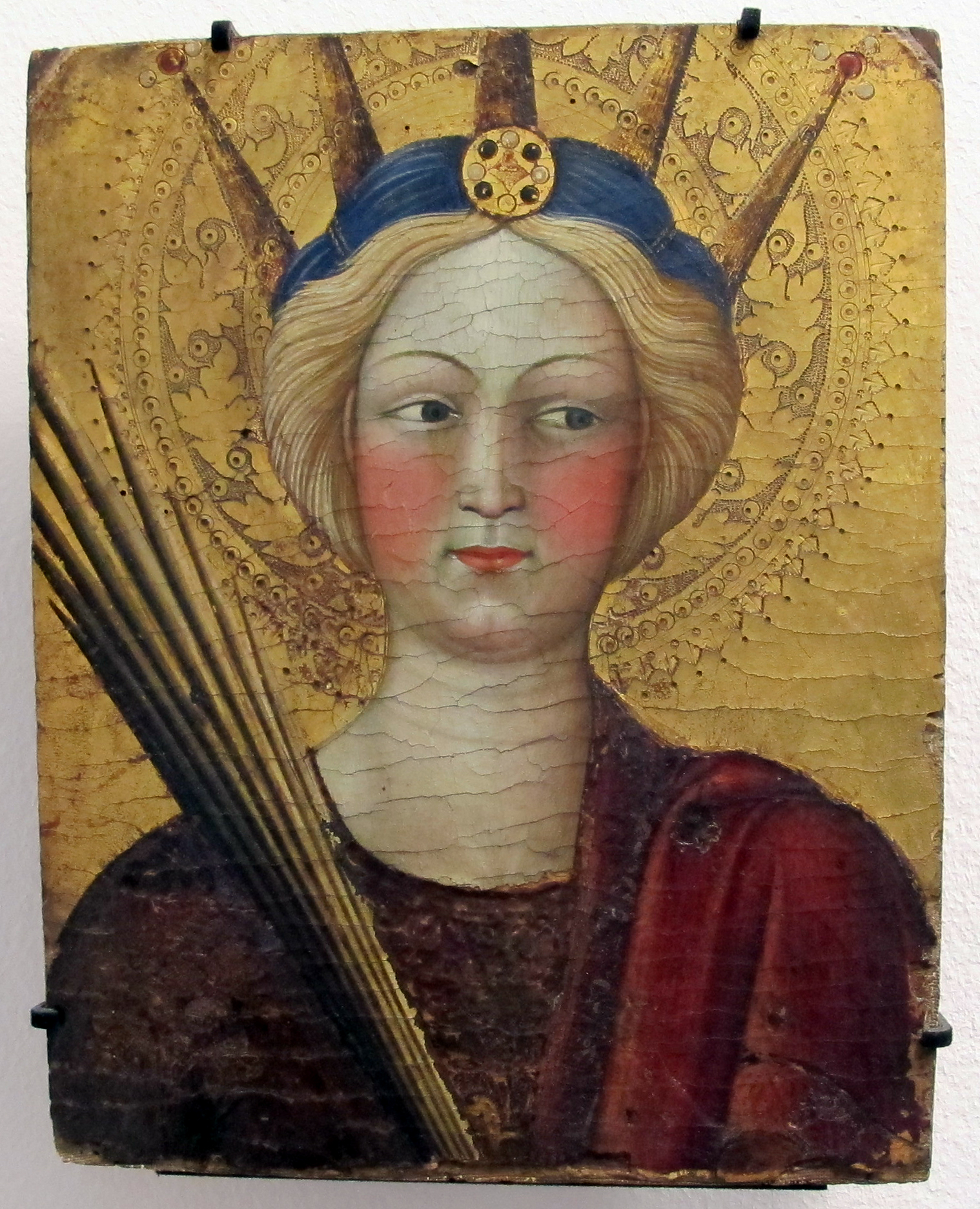
Sainte Catherine d'Alexandrie, musée des Beaux-Arts de Berne